# Gary Smart
Gary James Smart (Totnes, 29 aprile 1964) è un ex calciatore inglese, di ruolo difensore.

## Carriera
Dopo aver giocato nei semiprofessionisti del Wokingham Town, con i quali nella stagione 1987-1988 gioca la semifinale di FA Trophy, nella stagione 1988-1989 all'età di 24 anni esordisce tra i professionisti con la maglia dell'Oxford Utd, club appena retrocesso in seconda divisione; rimane in squadra per sei stagioni consecutive, tutte in questa categoria, nella quale gioca 175 partite senza mai segnare. Si tratta peraltro delle sue uniche presenze in carriera nei campionati della Football League: dal 1994 al 1999, quando all'età di 35 anni si ritira definitivamente, gioca infatti in vari club semiprofessionistici, la maggior parte dei quali militanti in Isthmian League (una delle leghe che all'epoca costituivano il sesto livello del campionato inglese).

## Palmarès

### Club

#### Competizioni nazionali
- Isthmian League: 1

Hayes: 1995-1996

#### Competizioni regionali
- Middlesex Senior Cup: 1

Hayes: 1995-1996
- Oxfordshire Senior Cup: 1

Oxford City: 1998-1999